# كارل ديجينكولب
كارل ديجينكولب (بالألمانية: Carl Degenkolb)‏ هو رائد أعمال وسياسي ألماني، ولد في 1796 ببلاوين في ألمانيا، وتوفي في 1862 في ألمانيا. انتخب عضو برلمان فرانكفورت.